# Bes-mineur
bes-mineur of bes klein (afkorting: B♭m) is een toonsoort met als grondtoon Bes.

## Toonladders
De voortekening telt vijf mollen: Bes, Es, As, Des en Ges. Het is de parallelle toonaard van Des-majeur. De enharmonisch gelijke toonaard van bes-mineur is aïs-mineur.
Er bestaan drie mogelijke varianten van bes-mineur:
- Natuurlijke mineurtoonladder: bes - c - des - es - f - ges - as - bes

- Harmonische mineurladder: bes - c - des - es - f - ges - a - bes

- Melodische mineurladder: bes - c - des - es - f - g - a - bes

## Bekende werken in bes-mineur
- Das wohltemperierte Klavier (prelude en fuga nr. 22) - Johann Sebastian Bach
- Pianosonate nr. 2 (1839) - Frédéric Chopin
- Pianoconcert nr. 1 (1874-1875) - Pjotr Iljitsj Tsjaikovski
- Pianosonate nr. 2 (1913) - Sergej Rachmaninov
- Adagio for Strings (1936) - Samuel Barber
- Symfonie nr. 13 (1961-1962) - Dmitri Sjostakovitsj